# Raixepses
Raixepses (Rˁ-Šp.ss) va ser alt funcionari de la V dinastia d'Egipte. Va tenir el càrrec de djati sota el rei Djedkare Isesi.

## Títols i càrrecs
Va ser un dels oficials més importants de l'Antic Egipte. A la seva tomba hi ha molts títols gravats. Sembla que primer va ser "Vigilant dels escribes dels documents reials", "Vigilant dels dos graners" i "Vigilant de totes les obres reials". Tots aquests són títols molt importants, que el converteixen en un funcionari influent a la cort reial. També va tenir el títol de "Cap de la Justícia i Governador de l'Alt Egipte", essent el primer funcionari que el va portar.
| ra | r · a | A51 | s | s | A52 |

| ra | r · a | A51 | s | s | A52 |

A l'última etapa de la seva carrera es va convertir en djati. Aquest títol només es conserva en dues lletres que estan copiades a la decoració del seu sepulcre. Sembla que la major part de la seva tomba estava acabada.
Es va ocupar també de diferents funcions religioses, com la de Sacerdot de Maat, vinculat a la funció judicial, i la de Sacerdot de Heket.

## Enterrament
Raixepses va ser enterrat a Saqqara. La seva tomba va rebre el número LG16 de l'expedició de Karl Richard Lepsius, que va registrar la tomba a mitjans del segle XIX. La seva mastaba es troba al nord del complex funerari de Djoser entre un grup de tombes de la dinastia V, juntament amb els seus contemporanis Perneb i Raemka.
El sepulcre està decorat amb imatges clàssiques de la presentació d'ofrenes i un conjunt d'escenes relacionades amb el culte funerari del djati. Algunes escenes el representen en la intimitat de la seva vida privada. Cal destacar la que el mostra jugant al senet, mentre que altres personatges s'entretenen amb el joc de la serp. És una de les més antigues representacions de jocs d'aquesta classe. La cambra funerària subterrània està decorada amb pintures. Les cambres funeràries decorades són habituals a finals de la V dinastia i a la VI dinastia. La cambra funerària de Raixepses podria ser la que té la decoració més antiga.
S'ha conservat una carta de Djedkare dirigida a Raixepses que es troba inscrita a la seva tomba a Saqqara.
Al serdab s'hi va descobrir el cap d'una estàtua de fusta amb el tipus de tocat que es va fer molt popular a la dinastia VI. Aquest cap ara es troba al Museu Imhotep.